# Obtilia Eugenio
Obtilia Eugenio Manuel es una activista mexicana defensora de los derechos humanos del pueblo Ayutla de los Libres, del estado de Guerrero en México. Recibió en 2019 el Premio Nacional de Derechos Humanos de la CNDH por su trayectoria en la promoción efectiva y defensa de los derechos de los pueblos indígenas.

## Trayectoria
El trabajo comunitario de Obtilia comenzó cuando tenía once años. Fundó, con otras personas de su comunidad la Organización del Pueblo Indígena Me’Phaa (OPIM). Desde esta organización, Obtilia Eugenio Manuel ha acompañado a hombres y mujeres en las denuncias por abusos, represión y violencias cometidos desde el Estado y por agentes no estatales.
Desde el año 2005, las Brigadas Internacionales de Paz, acompañan el trabajo de la OPIM debido a las constantes amenazas de muerte que ha recibido Obtilia después de denunciar la violación de Inés Fernández Ortega y Valentina Rosendo Cantú por parte de miltares en 2002. Otras denuncias que ha llevado adelante por hechos contra su comunidad son: 
- Las violaciones de derechos sexuales y reproductivos, como la esterilización de 14 hombres indígenas en 1998.
- La militarización de la zona  pe’phaa de Ayutla bajo la acusación de ser organizaciones guerrilleras.
- Las masacres cometidas contra esta comunidad, como la de El Charco en 1998.  1. ↑  «Obtilia Eugenio Manuel, Premio Nacional de Derechos Humanos 2019. | Comisión Nacional de los Derechos Humanos - México». www.cndh.org.mx. Consultado el 11 de marzo de 2023.
  2. ↑  «“Siempre decía a los hombres que no debemos pelear con la compañera sino con el gobierno”: Obtilia Eugenio Manuel | Mexico». pbi-mexico.org. Consultado el 11 de marzo de 2023.
  3. ↑  Amnistía Internacional. «Protección efectiva: todavía una ilusión para defensora mexicana en peligro».
  4. ↑  «Protección efectiva: todavía una ilusión para defensora mexicana en peligro». Protección efectiva: todavía una ilusión para defensora mexicana en peligro. julio de 2010. Consultado el 11/03/2023.
  5. ↑  «Obtilia Eugenio Manuel: una mujer de hierro». Consultado el 11/03/2023.